# Winthemia gemilis
Winthemia gemilis är en tvåvingeart som först beskrevs av Robineau-desvoidy 1847.  Winthemia gemilis ingår i släktet Winthemia och familjen parasitflugor.
Artens utbredningsområde är Frankrike. Inga underarter finns listade i Catalogue of Life.